# Professor Layton vs. Phoenix Wright: Ace Attorney
Professor Layton vs. Phoenix Wright: Ace Attorney (レイトン教授VS逆転裁判, Reiton-kyōju vs Gyakuten Saiban, lit. Professor Layton vs. Turnabout Trial) é um jogo eletrônico de aventura e puzzle desenvolvido em conjunto pela Level-5 e Capcom, e publicado pela Level-5 para o Nintendo 3DS. O jogo é um crossover entre Professor Layton, da Level-5, e Ace Attorney, da Capcom, combinando os elementos de aventura e puzzle das duas séries. O jogo conta com design de Shu Takumi, o diretor da série Ace Attorney.. O jogo foi lançado no Japão em 29 de novembro de 2012 e nas Américas, Europa e Austrália em 2014.

## Jogabilidade
O jogo segue os personagens Professor Hershel Layton, Luke Triton, Phoenix Wright e Maya Fey enquanto eles tentam solucionar o mistério de Labyrinth City. O jogo tem dois estilos de jogabilidade, Puzzle (quebra-cabeça) e Trial (julgamento), que carregam elementos das séries Professor Layton e Ace Attorney, respectivamente. O jogo conta com dublagem e cenas animadas, algo comum na série Professor Layton, mas uma novidade para a série Ace Attorney.

### Puzzles
Durante os segmentos de puzzle, os jogadores podem explorar diversos ambientes, conversando com personagens e examinando objetos, para encontrar mistas para solucionar o mistério. O estilo de controle é semelhante ao introduzido em Professor Layton and the Miracle Mask, no qual os jogadores navegam pelos ambientes movendo um cursor pela tela. Investigar certas áreas ou conversar com certos personagens revela puzzles diversos, que desafiam o jogador a procurar sua solução. Solucionar puzzles dá ao jogador Picarats. Nessas seções, os jogadores podem também coletar moedas de dicas (Hit Coins, em inglês), que podem ser gastas para desbloquear pistas para solucionar puzzles.

### Trials/Julgamentos
Nas seções de julgamentos, os jogadores tomam controle de Phoenix Wright enquanto ele interroga testemunhas para defender seu cliente. Ao interrogar uma testemunha, o jogador pode a pressionar para obter mais informações. O principal objetivo do jogador é encontrar contradições no depoimento da testemunha, mostrando evidências que provam a contradição. Se o jogador apresentar uma evidência errada ou na hora errada, ele perde um ponto, com o jogo acabando se todos os pontos são perdidos. Neste jogo, Phoenix se envolve nos Julgamentos de Bruxas (Witch Trials, em inglês), nos quais ele deve interrogar múltiplas testemunhas ao mesmo tempo e encontrar qual de suas frases contradiz com outra ou com uma evidência. Moedas de dicas encontradas nos segmentos de puzzle podem ser usadas também durante julgamentos, garantindo dicas em como o jogador deve progradir.